# Newton Suites
Newton Suites es un rascacielos residencial ubicado en la calle Newton Road, Singapur. Fue diseñado por WOHA Architects y recibió el Premio de Rascacielos Emporis de 2007. Tiene una altura de 120 metros y cuenta con 36 plantas. Cada planta tiene dos apartamentos de dos dormitorios y dos de tres dormitorios. La planta superior cuenta con dos áticos. El edificio cuenta con varios jardines del cielo. El condominio tiene un puesto de seguridad, aparcamiento sótano y una piscina.